# Thom Hoffman
Thom Hoffman, född 3 mars 1957 i Wassenaar, är en nederländsk skådespelare. Han har medverkat i ett 50-tal filmer sedan 1982, däribland Dogville. Hoffman har även regisserat två filmer.